# Vom Himmel hoch, da komm ich her (Luther)
Vom Himmel hoch, da komm ich her (Uit de hemel hoog, daar kom ik vandaan) is een Duitstalig kerstlied van Maarten Luther. De tekst werd rond 1533/34 in Wittenberg geschreven. De tekst werd in 1535 gepubliceerd en de melodie dateert uit 1539. Het is een van Luthers bekendste liederen.

## Geschiedenis
Maarten Luther componeerde liederen voor alle christelijke feesten, in totaal meer dan dertig. Volgens de legende schreef hij dit kerstlied voor Kerstmis 1533/1534 voor zijn eigen kinderen. Het lied verscheen in deze vorm in het Klugsches Gesangbuch van 1535. Luther componeerde later zelf de koraalmelodie, die voor het eerst werd gedrukt in 1539 en waarop het lied sindsdien wordt gezongen.

## Inhoud
De tekst is geschreven voor een liederspel, die de geboorte van Jezus (Lc 2,8-20) uitbeeldt. In de eerste vijf coupletten vertelt een engel het verhaal van de aankondiging aan de herders. De volgende coupletten bestaan uit een uitnodiging aan het publiek om met de herders naar de kribbe te volgen en eer te bewijzen aan de pasgeboren Heiland volgens de traditie van het wiegen van het Kerstekind.

## Tekst

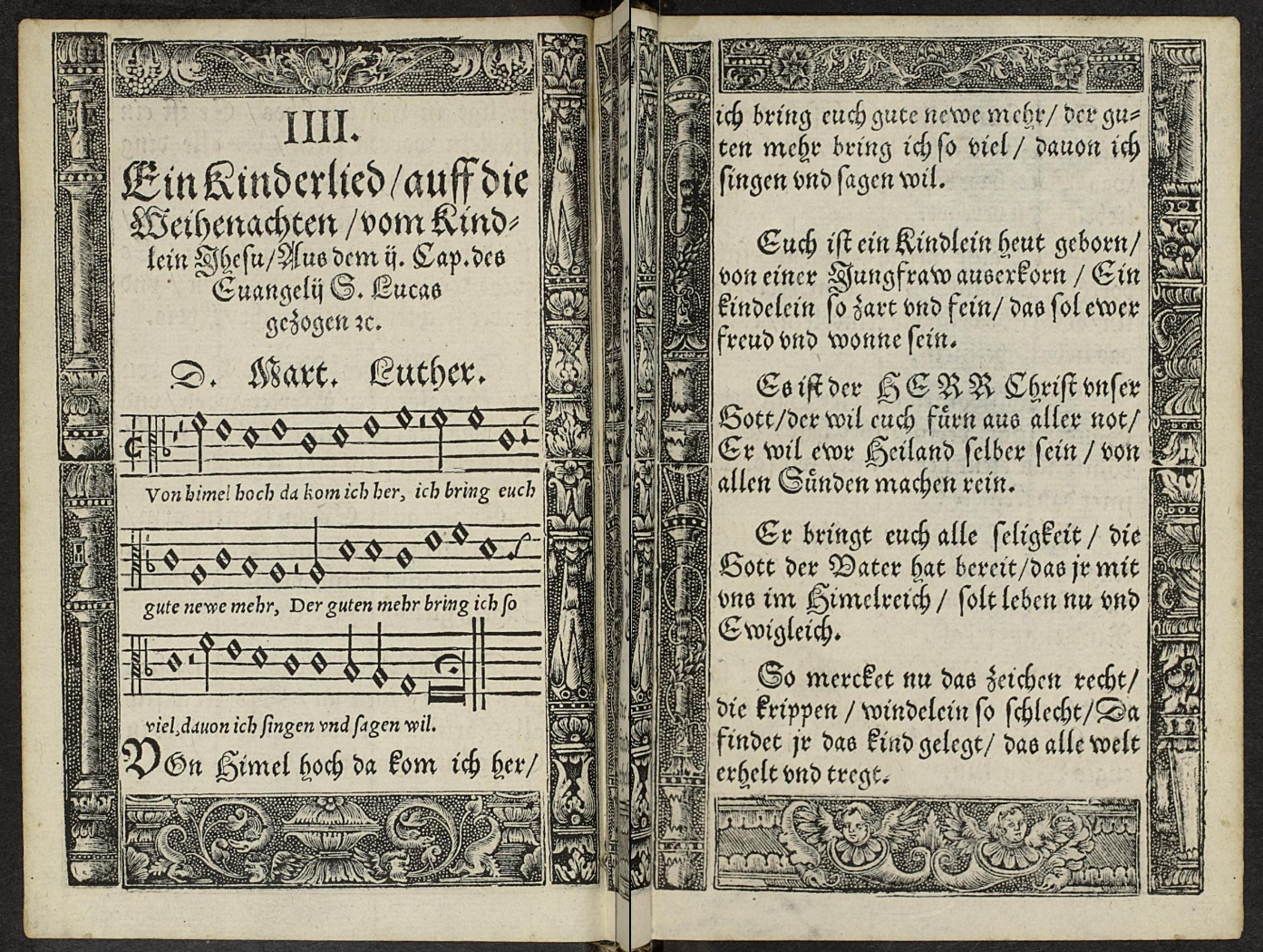
Publicatie 1567

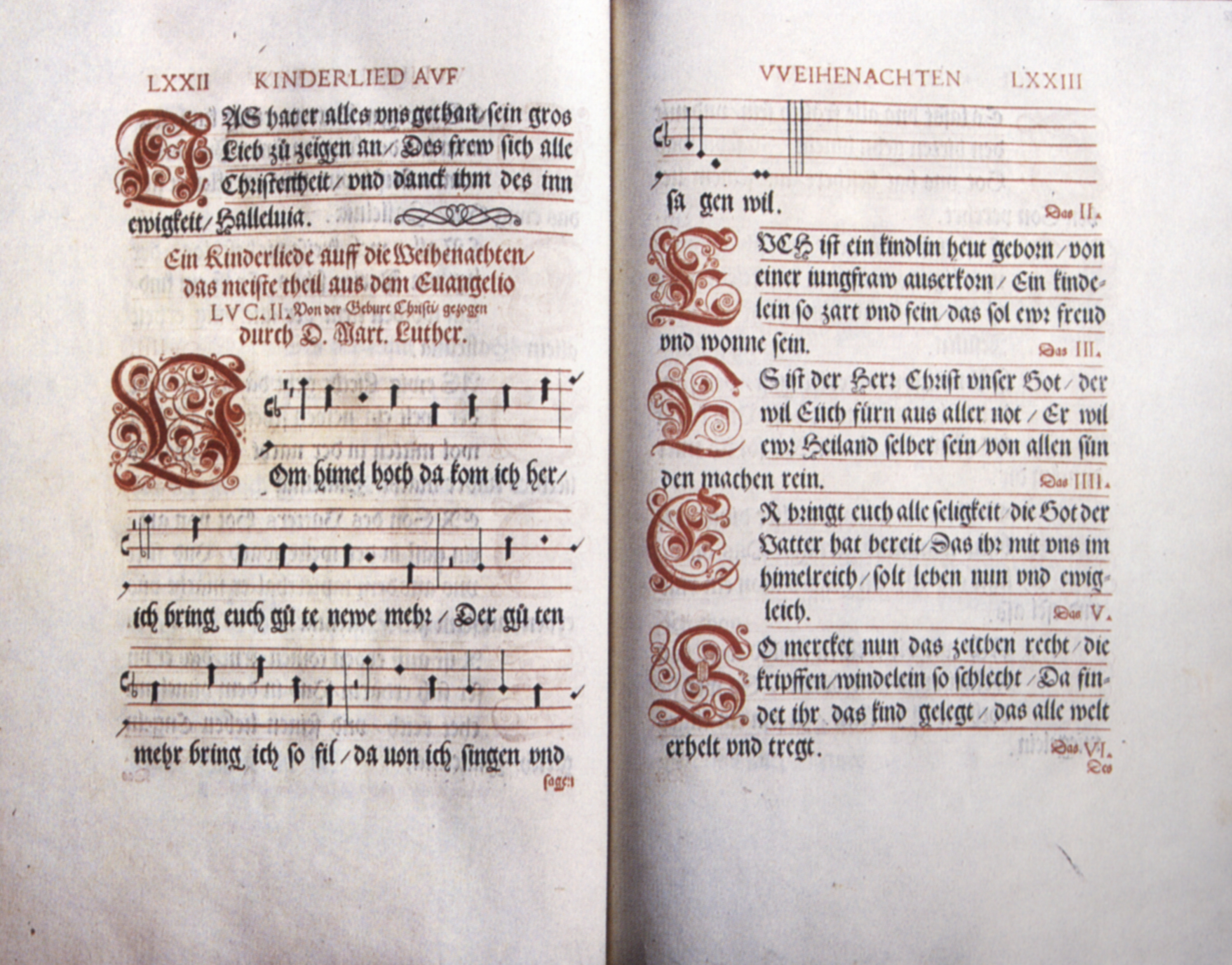
Gezangboek 1541

Vom Himmel hoch, da komm ich her.
Ich bring’ euch gute neue Mär,
Der guten Mär bring ich so viel,
Davon ich singn und sagen will.
Euch ist ein Kindlein heut’ geborn
Von einer Jungfrau auserkorn,
Ein Kindelein, so zart und fein,
Das soll eu’r Freud und Wonne sein.
Es ist der Herr Christ, unser Gott,
Der will euch führn aus aller Not,
Er will eu’r Heiland selber sein,
Von allen Sünden machen rein.
Er bringt euch alle Seligkeit,
Die Gott der Vater hat bereit,
Daß ihr mit uns im Himmelreich
Sollt leben nun und ewiglich.
So merket nun das Zeichen recht:
Die Krippe, Windelein so schlecht,
Da findet ihr das Kind gelegt,
Das alle Welt erhält und trägt.
Des laßt uns alle fröhlich sein
Und mit den Hirten gehn hinein,
Zu sehn, was Gott uns hat beschert,
Mit seinem lieben Sohn verehrt.
Merk auf, mein Herz, und sieh dorthin!
Was liegt dort in dem Krippelein?
Wes ist das schöne Kindelein?
Es ist das liebe Jesulein.
Sei mir willkommen, edler Gast!
Den Sünder nicht verschmähet hast
Und kommst ins Elend her zu mir,
Wie soll ich immer danken dir?
Ach, Herr, du Schöpfer aller Ding,
Wie bist du worden so gering,
Daß du da liegst auf dürrem Gras,
Davon ein Rind und Esel aß!
Und wär’ die Welt vielmal so weit,
Von Edelstein und Gold bereit’,
So wär sie doch dir viel zu klein,
Zu sein ein enges Wiegelein.
Der Sammet und die Seide dein,
Das ist grob Heu und Windelein,
Darauf du König groß und reich
Herprangst, als wär’s dein Himmelreich.
Das hat also gefallen dir,
Die Wahrheit anzuzeigen mir:
Wie aller Welt Macht, Ehr und Gut
Vor dir nichts gilt, nichts hilft noch tut.
Ach, mein herzliebes Jesulein,
Mach dir ein rein, sanft Bettelein,
Zu ruhen in meins Herzens Schrein,
Daß ich nimmer vergesse dein.
Davon ich allzeit fröhlich sei,
Zu springen, singen immer frei
Das rechte Susaninne schon,
Mit Herzenslust den süßen Ton.
Lob, Ehr sei Gott im höchsten Thron,
Der uns schenkt seinen ein’gen Sohn.
Des freuen sich der Engel Schar
Und singen uns solch neues Jahr.“